# 백야도 (진도군)
백야도(白也島)는 전라남도 진도군 조도면에 있는 섬이다. 특정도서로 지정하여 관리되고 있다.

## 특정도서
백야도는 특이 지질로 지형과 경관이 우수하고, 초지 등 자연식생이 발달하는 등 해양생물상이 다양하고 풍부하여 독도 등 도서지역의 생태계보전에 관한 특별법에 의거 특정도서로 지정되었다.
- 지정번호 : 제44호
- 면적 : 62,678m2
- 지번 : 전라남도 진도군 조도면 여미리 산209

## 출입금지
2011년 4월 26일 국립공원관리공단 다도해해상국립공원서부사무소장은 특정도서 출입금지를 공고하였다.
- 공원명 : 다도해해상국립공원
- 지역 : 전남 진도군 조도면 특정도서 5개 지역〔병풍도, 행금도, 백야도, 납태기도, 탄항도〕
- 목적 : 국립공원 자원자원보호 및 훼손된 부분의 원상회복, 해양생물 보호 및 모니터링 등을 위한 출입금지
- 기간 : 2011.05.01.~2016.04.30.까지(5년간)
- 근거 : 자연공원법 제28조(출입금지) 및 같은법시행규칙 제20조
- 벌칙 : 위반시 자연공원법 제86조의 규정에 의한 과태료 부과.